# Pjetërq i Epërm
Pjetërq i Epërm  (albanisch auch Pjetërqi i Epërm, serbisch Горњи Петрич Gornji Petrič) ist ein Dorf im Kosovo, das zur Gemeinde Klina gehört.

## Geographie
Pjetërq i Epërm liegt an der Straße Nr. 9, die von Pristina nach Peja führt. Es liegt dreizehn Kilometer südöstlich von Peja und 35 km westlich von Pristina. Klina, der Hauptort der Gemeinde, liegt zehn Kilometer östlich von Pjetërq i Epërm entfernt und ist mit dem Bus zu erreichen. Eine Bahnverbindung gibt es nicht. An das Dorf grenzen die Dörfer Pjetërq i Poshtëm und Jagoda. Durch den südlichen Teil des Dorfes fließt die Bistrica.

## Bevölkerung
Die Ortschaft hat gemäß Volkszählung 2011 eine Bevölkerungszahl von 563. Davon sind 522 (92,72 %) Albaner sowie 40 (7,10 %) Balkan-Ägypter und Aschkali.
Vor und nach dem Kosovokrieg wanderten viele Bewohner von Pjetërq i Eperm nach Westeuropa aus, sodass viele Einheimische oft tatsächlich im Ausland leben. Auch vormals im Dorf ansässige Serben wanderten nach dem Kosovokrieg ins serbische Mutterland aus. Bis auf einige katholische Familien (ca. 5–10 %) ist der Ort im Gegensatz zum Nachbardorf muslimisch dominiert.
| Volkszählung | 1948 | 1953 | 1961 | 1971 | 1981 | 1991 | 2011 |
| ------------ | ---- | ---- | ---- | ---- | ---- | ---- | ---- |
| Einwohner    | 433  | 457  | 564  | 642  | 909  | 1192 | 563  |

## Wirtschaft
Die Wirtschaft des Dorfes ist geprägt von Landwirtschaft, die bei einem Großteil der Bewohner immer noch als Überlebensgrundlage dient. Durch die Auswanderung der Bewohner nach Westeuropa und Nordamerika sind einige Bewohner von Geldern der Diaspora abhängig. Im Dorf gibt es einen kleinen Supermarkt mit Lebensmitteln und Hygieneartikeln, eine Tankstelle mit Restaurant und eine Autowaschanlage.